# كريستين بيل
كريستين آن بيل (بالإنجليزية: Kristen Anne Bell) مواليد 18 يوليو 1980، مُمثلة ومُغنية أمريكية. بدأت مشوارِها الفني بالتمثيل المسرحي وإرتادت مدرسة تيش العليا للفنون في نيويورك. في عام 2001 ظهرت لأول مرة بعمل مسرحي بدور «بيكي ثاتشر» في العمل المسرحي مغامرات توم سوير. ظهرت بعدها عام 2004 بدور مساعد في الفيلم السينمائي سبارتان. حصلت بيل على إشادة النقاد في أول دور بطولي لها في المسلسل الدرامي فيرونيكا مارس الذي استمر لثلاثة مواسم في عام 2004، حتى عام2007. حصلت بيل على ترشيحين لجوائز زحل لأدائها بالمسلسل وفازت بجائزة (أفضل ممثلة في مسلسل تيلفزيوني). في عام 2007 إنضمت بيل لطاقم تمثيل مسلسل الخيال العلمي هيروز، ولعبت دور شخصية «إيلي بيشوب»، رُشحت بيل أثر أداءها لجائزة زحل، وكان لها دور التعليق الصوتي في مُسلسل فتاة النميمة على قناة سي دبليو في عام 2007. في عام 2008، شاركت بيل بطولة فيلم نسيان سارة مارشال مع الممثل جيسون سيغل، الدور الذي أوصلها للشهرة. ظهرت بعدها في عدة أفلام سينمائية مثل خلوة أزواج (2009)، عندما تكون في روما (2010)، أنت مجدداً (2010)، الرئيسة (2016)، أمهات سيئات (2016). كما تؤدي صوت «لوسي ستيلمان» في سلسلة ألعاب الفيديو الشهيرة أساسنز كريد، نالت بيل شهرة أكثر بعد أداءها صوت الأميرة آنا في فيلم ديزني ملكة الثلج في عام 2013، والجزء الثاني المرتقب من الفيلم. أدت بيل دور «جيني فان دير هوفن» في مسلسل بيت الاكاذيب. منذ عام 2016، ظهرت بيل بدور إيلينور شيلستروب بطلة مسلسل المكان الجيد الذي عرض على قناة هيئة الإذاعة الوطنية.
بيل متزوجة بالممثل داكس شيبرد منذ 26 يونيو، 2013، ولديهما إبنتان لينكولن ودلتا.

## نشأتها
ولدت كريستين آن بيل في 18 يوليو، 1980، وتربت في مدينة هنتنغتون وودز إحدى ضواحي ديترويت في ولاية ميشيغان. أمها لوريلي كانت ممرضة، ووالدها توم بيل مدير قسم الأخبار في قناة «CBS» في ساكرامنتو. إنفصل والداها عندما كانت في سن الثانية وكان لها اختان غير شقيقتان سارة وجودي من زواج أبيها الثاني. والدة بيل من أصول بولندية ووالدها من أصول ألمانية وأسكتلندية وأيرلندية.
صرحت بيل بأنها لم تُحب اسمها عندما كانت في سن الرابعة، أقنعتها أمها باستخدام أسمها الأوسط آني. استخدمت بيل أسم آني حتى تخرجها من المدرسة الثانوية. في السنة الأولى من المدرسة الثانوية قرر والديها أخراجها من المدارس الحكومية، حيث إرتادت مدرسة شراين الكاثوليكية في رويال أوك، أخذت بيل حصصاً في المسرح والدراما، وحصلت على دور بطولي في مسرحية ساحر أوز العجيب في مسرح المدرسة عام 1997 كما شاركت في عدة عروض مسرحية بعد ذلك. في عام 1998 تخرجت من المدرسة الثانوية واختيرت كأجمل طالبة في الكتاب السنوي.
بعد تخرجها من المدرسة إنتقلت بيل إلى مدينة نيويورك وإرتادت مدرسة تيش العليا للفنون في نيويورك، واختصت بالغناء المسرحي. في 2001 تركت بيل الدراسة لتهتم بدورها المسرحي في مسرحية مغامرات توم سوير.

## حياتها المهنية

### 2003-1992: أولى أعمالها
في عام 1992، قامت بيل بأول تجربة أداء لها لدوري موزة وشجرة، في مسرحية أطفال في ضواحي ديترويت. في سن الثالثة عشر ربطتها أمها بوكيل مواهب مما أهلها للظهور في عدة إعلانات تلفزيونية. في عام 1998 ظهرت بيل في الفيلم السينمائي «زفاف بولندي». في عام 2001، تركت بيل مدرسة تيش العليا للفنون لتؤدي دور بيكي ثاتشر بمسرحية برودواي الغنائية مغامرات توم سوير. في نفس السنة ظهرت بيل في الفيلم الكوميدي بوتي تانغ، ثم ألغي مشهدها الوحيد وظهرت فقط في نهاية الفيلم أثناء ظهور قائمة الممثلين. كما أدت بيل تجربة أداء لدور كلوي سوليفان في مسلسل سمولفيل وخسرت الدور أمام أليسون ماك. في عام 2002، شاركت بيل بمسرحية الاختبار القاس مع ليام نيسون، أنجيلا بيتيس ولورا ليني. أنتقلت بيل إلى لوس أنجلوس، كاليفورنيا عام 2002 وقامت بعدة أدوار مساعدة.

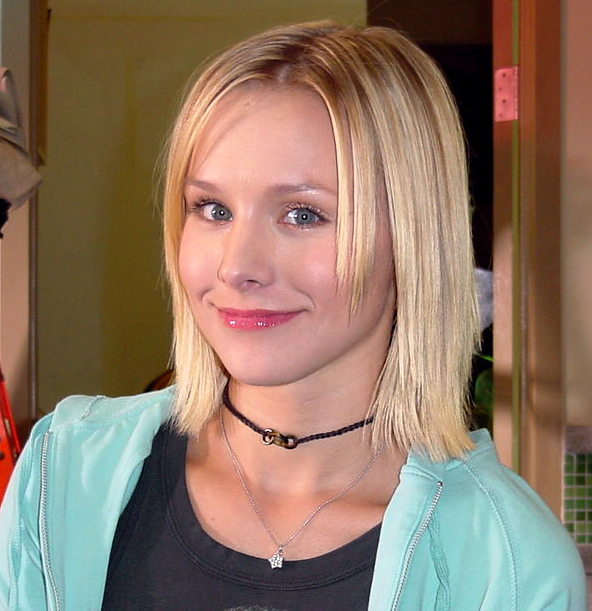
بيل في موقع تصوير فيرونيكا مارس 2004

### 2006-2004: فيرونيكا مارس وأدوار أخرى
في 2004، ظهرت بيل في الفيلم التلفزيوني اختيار غرايسي على قناة لايف تايم، كما ظهرت بيل في مسلسل الدراما ديدوود على قناة «اتش بي او» لحلقتين. في سن الرابعة والعشرين حصلت بيل على دور البطولة في مسلسل الدراما فيرونيكا مارس، بدأ المسلسل في خريف 2004. المسلسل من إعداد روب توماس، لعبت بيل دور شخصية فيرونيكا مارس طالبة مدرسة ثانوية في السابعة عشر من العمر. بجانب عملها بمسلسل فيرونيكل مارس ظهرت بيل في الفيلم الموسيقي «ريفير مادنيس: الفيلم الموسيقي» عرض الفيلم على شبكة شوتايم في 16 أبريل 2005.

### 2011-2007: نجاحها وشهرتها
أستمر مُسلسل فيرونيكا مارس على قناة «يو بي أن» لموسمٍ ثاني، جُدد بعدها لموسم ثالث عرض على القناة الجديدة سي دبليو. في 19 يناير، 2007، أعلن رئيس قناة سي دبليو الترفيهية بأن المسلسل سيتوقف حتى إشعار آخر. لفسح المجال للمسلسل الجديد «بوسي كاتز بريزينتس»، في 17 مايو، 2007، أعلن عن إلغاء المُسلسل. بعد إلغاء مسلسل فيرونيكا مارس أبدت بيل رغبتها بالانضمام لطاقم مُسلسل هيروز. في 29 يوليو، 2007، عندما كانت تستقل القطار عائدة إلى لوس انجلوس من كومك كون سان دييغو مع مُمثل مُسلسل هيروز زاكري كوينتو وماسي أوكا وبعض الكُتاب الذين أشاروا لبيل ما ان أرادت الانضمام لطاقم المسلسل عليها الأتصال بهم حيث أبدت رغبتها بذلك. عرض عليها دور شارلوت لويس، في مُسلسل لوست لكنها رفضت العرض. وأنضمت بعدها لطاقم مسلسل هيروز وأدت دور شخصية إيلي بيشوب وظهرت لأول مرة في حلقة أكتوبر 2007.
بعد فترة قصيرة من إلغاء مُسلسل فيرونيكا مارس في بداية 2007، بدأت بيل التصوير لدورها البطولي في فيلم المنتج والمخرج جاد أباتاو نسيان ساره مارشال. كتب سيناريو الفيلم وشارك ببطولته الممثل جيسون سيغل، عرض الفيلم في 18 أبريل، 2008، ويعتبر من أهم أدوار بيل التي ساعدت على شهرتها. كما أدت بيل صوت شخصية لوسي في سلسلة ألعاب الفيديو الشهيرة أساسنز كريد التي أطلقت في 17 نوفمبر، 2009، وفي جزئها الثالث الذي أطلق في 16 نوفمبر، 2010. في ربيع عام 2006، إنتهت بيل من تصوير الفيلم الكوميدي فانبويز، الذي عرض في سبتمبر 2009. ظهرت بيل في عدة أفلام كوميدية في عام 2009 مثل «ضوء قمر خطير» مع الممثلة ميغ رايان، وفيلم خلوة أزواج مع الممثل جيسون بيتمان الذي لعب دور زوجها. وأدت صوت شخصية كورا في فيلم الولد الخارق. في مارس، عام 2008، بدأت بيل تصوير فيلم عندما تكون في روما في نيويورك وروما، ايطاليا عرض الفيلم في 2010. ظهرت بيل في فيلم «اجلبه لليوناني» المبني على قصة نسيان ساره مارشال، الذي عرض في يونيو 2010. شاركت بيل كريستينا أغيليرا وشير بطولة الفيلم الموسيقي «بيرليسك» الذي عرض في عيد الشكر عام 2010. وظهرت بيل في فيلم الرعب سكريم 4 الذي عرض في 15 أبريل، 2011.

### 2012-الآن: إستمرار نجاحها ومشاريعها القادمة
في عام 2012، أدت بيل دور البطولة في فيلم الدراما المعجزة الكبرى. كما ظهرت بيل في بطولة مسلسل بيت الأكاذيب الذي عرض على قناة شوتايم، بدور جيني فان ديرهوفين، بدأ عرض المسلسل في 8 يناير 2012، واستمر لخمسة مواسم. ظهرت بيل بدور البطولة في الفيلم السينمائي حارسة الإنقاذ، الذي عرض في أغسطس 2013. كما أدت صوت شخصية الأميرة آنا في فيلم ملكة الثلج الذي عرض في 22 نوفمبر، 2013، كما ستشارك الجزء الثاني من الفيلم ملكة الثلج الجزء الثاني. في عام 2013، ظهرت بيل عدة مرات بمسلسل الحدائق والمنتجعات وأدت دور «إينغريد فوريست» عضو مجلس مدينة إيغلتون. في 13 مارس، 2013، أعلن عن فيلم «فيرونيكا مارس». بيل ومُعد مُسلسل فيرونيكا مارس أطلقوا حملة لجمع الأموال لإنتاج الفيلم عن طريق «كيك ستارتر» وإستطاعوا تحقيق هدفهم بجمع 2$ مليون دولار خلال الساعات العشر الأولى. شاركت معظم شخصيات المسلسل الرئيسية في الفيلم. بدأ تصوير الفيلم خلال صيف عام 2013، وأطلق الفيلم في 14 مارس، 2014.
في سبتمير 2014، صورت بيل مع زوجها داكس شيبرد إعلاناً لجهاز سامسونج اللوحي «غالاكسي تاب أس». لقي الإعلان شعبية كبيرة وحصل على أكثرمن 20 مليون مشاهدة على موقع يوتيوب. كما ظهرت بيل بعدة أفلام مثل زوتروبوليس، الرئيسة، أمهات سيئات، ظهرت بيل ببطولة المسلسل الكوميدي المكان الجيد، الذي عرض على قناة هيئة الإذاعة الوطنية في سبتمبر 2016.

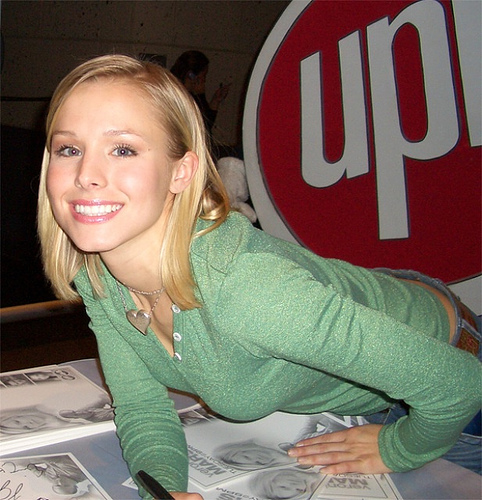
بيل في حفل توقيع في سان فرانسيسكو 2006

## في وسائل الإعلام
في عام 2006، ومرة آخرى في عام 2013، أختيرت بيل «النباتية الأكثر إثارة في العالم» من قبل منظمة بيتا في تصويتها السنوي. كما وضعتها مجلة مكسيم بالمرتبة 68# في قائمة المئة شخص الأكثر إثارة 2005، وفي المرتبة 11# عام 2006، و46# عام 2007. في 2008 وضعها موقع إسأل الرجال بالمرتبة 59# في قائمة أفضل نساء عام 2008. وأختارتها مجلة ويزرد بالمرتبة الرابعة للمرأة الأكثر إثارة على التلفاز. في 2001، أختيرت بيل الوجه الإعلامي لشركة مساحيق التجميل نيتروجينا.

## حياتها الشخصية

### علاقاتها وعائلتها

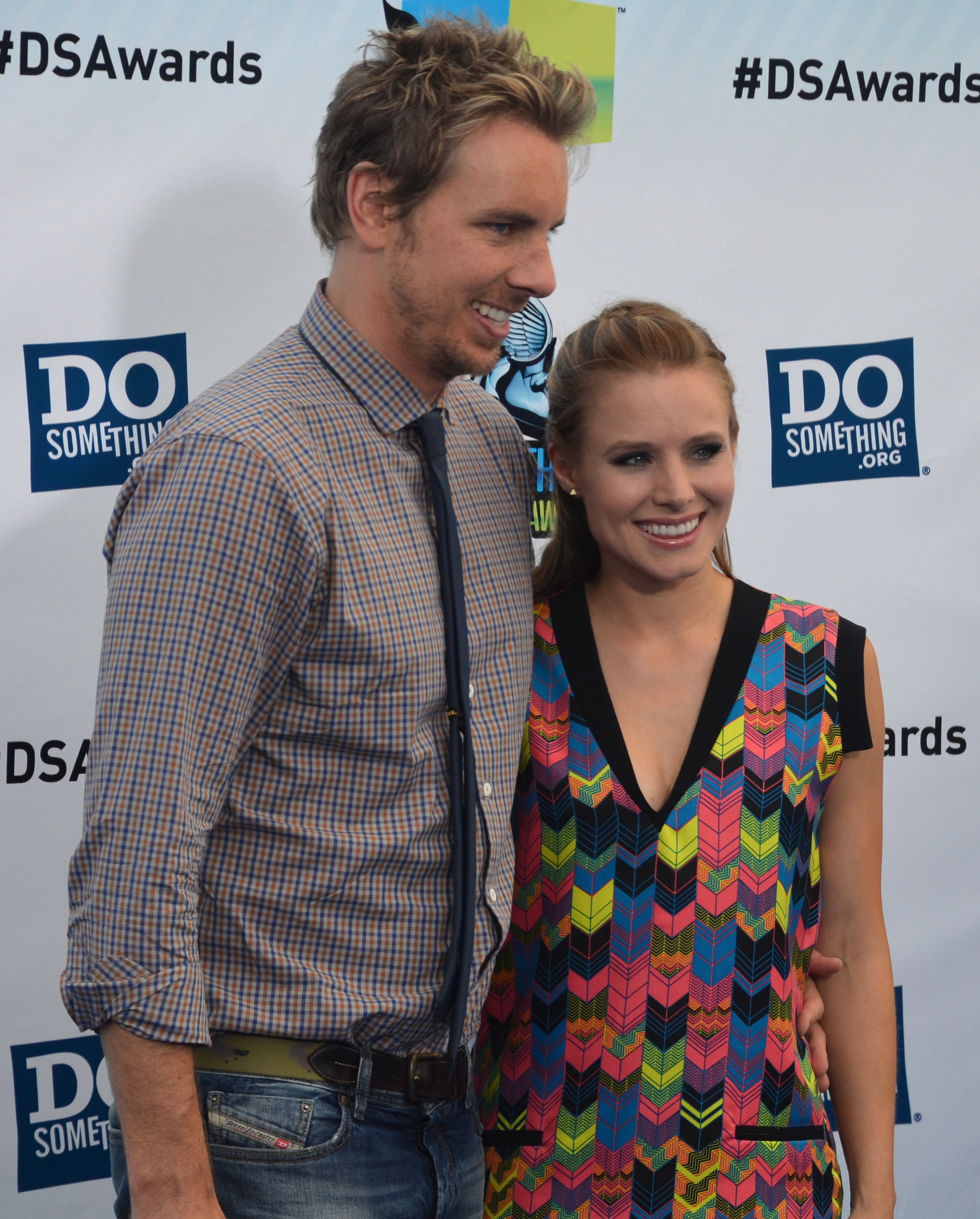
بيل وداكس شيبرد 2012

في عام 2007، انهت بيل علاقة أستمرت خمس سنوات مع خطيبها السابق المنتج كيفن مان. بدأت بيل بمواعدة الممثل داكس شيبرد في أوآخر عام 2007. أعلن الأثنان عن خطبتهما في يناير 2010. قرر داكس وبيل عن تأجيل زواجهما بعد موافقة ولاية كاليفورنيا على زواج المثليين. ظهرت بيل مع داكس في فيلم عندما تكون في روما في عام 2010، وفي فيلم هيت أند ران في عام 2012. في 26 يونيو، 2013، طلبت بيل من داكس شيبرد الزواج بها عن طريق تويتر، وافق داكس، وتزوجا في مكتب كاتب العدل في مقاطعة بيفرلي هيلز في 17 أكتوبر، 2013. لبيل وداكس إبنتان: لينكولن بيل شيبيرد (28 مارس، 2013)، ودلتا بيل شيبرد (19 ديسمبر، 2014).

### معتقداتها، إهتماماتها وأعمالها الخيرية
أصبحت بيل نباتية منذ سن الحادية عشر. بيل وزوجها داكس تحولوا إلى خضريين بعد أن شاهدوا الفيلم الوثائقي «شوك وسكاكين». خلال بقائها في ميشيغان تبنت بيل عدة حيوانات من جمعية الرفق بالحيوان في ميشيغان. كما ساعدت في حملات جمع التبرعات لجمعيات الرفق بالحيوان. لبيل كلبة أسمها لولا وكلباً يدعى شايكي وكلبة أخرى تدعى سايدي التي كان عمرها 11 سنة عندما انقذت من إعصار كاترينا وتبنتها بيل في 2005. بيل مؤيدة قوية للتلقيح بعد أن كانت مشككة. بيل والعديد من طاقم فيرونيكا مارس يدعمون الجمعية الخيرية «الأطفال الخفيين»، هدف الجمعية زيادة وعي المجتمع عن مأسآة أطفال أوغندا العالقين في الحرب الأهلية بين الحكومة وجيش الرب للمقاومة وقائدها جوزيف كوني. دعمت بيل حملة باراك أوباما الانتخابية خلال إنتخابات الرئاسة الأمريكية 2008. بيل ورشيدة جونز زاروا عدة جامعات في ميزوري لتشجيع عملية تسجيل الناخبين. بيل مشجعة متفانية لفريق ديترويت رد وينجز لهوكي الجليد.

## الجوائز والترشيحات
فازت الممثلة والمغنية الأمريكية كريستين بيل، بخمسة جوائز من عشرين ترشح. رشحت ثلاث مرات لجائزة ساتيلايت وفازت مرة واحدة، رشحت ثمان مرات لجائزة اختيار المراهقين، رشحت أربع مرات لجائزة زحل وفازت مرة واحدة، رشحت لجوائز إم تي في للأفلام مرة واحدة، رشحت لجائزة اتحاد الصحفيات السينمائيات وفازت مرة واحدة، رشحت ثلاث مرات لجوائز اختيار الناس وفازت مرتان.
| السنة | الجمعية المانحة للجائزة | الفئة                                     | العمل                          | النتائج | مرجع    |
| ----- | ----------------------- | ----------------------------------------- | ------------------------------ | ------- | ------- |
| 2005  | جائزة زحل               | أفضل ممثلة على شاشة التلفاز               | فيرونيكا مارس                  | رُشِّح     |         |
| 2005  | جائزة ستالايت           | أفضل ممثلة في مسلسل، دراما                | فيرونيكا مارس                  | رُشِّح     | [ 98 ]  |
| 2005  | جائزة ستالايت           | أفضل ممثلة في مسلسل قصير أو فيلم تلفزيوني | ريفير مادنيس: ذا موفي ميوزيكال | فوز     | [ 98 ]  |
| 2005  | جائزة اختيار المراهقين  | اختيار اداء واعد تلفاز: ممثلة             | فيرونيكا مارس                  | رُشِّح     | [ 99 ]  |
| 2006  | جائزة زحل               | أفضل ممثلة على شاشة التلفاز               | فيرونيكا مارس                  | فوز     | [ 100 ] |
| 2006  | جائزة زحل               | أفضل ممثلة في مسلسل، دراما                | فيرونيكا مارس                  | رُشِّح     | [ 101 ] |
| 2006  | جائزة اختيار المراهقين  | اختيار ممثلة تلفاز: دراما/إثارة/مغامرات   | فيرونيكا مارس                  | رُشِّح     | [ 102 ] |
| 2007  | جائزة زحل               | أفضل ممثلة في برنامج تلفزيوني             | فيرونيكا مارس                  | رُشِّح     | [ 103 ] |
| 2008  | جائزة اختيار المراهقين  | اختيار ممثلة فيلم: كوميديا                | نسيان سارة مارشال              | رُشِّح     | [ 104 ] |
| 2008  | جائزة اختيار المراهقين  | اختيار اداء واعد فيلم: ممثلة              | نسيان سارة مارشال              | رُشِّح     | [ 104 ] |
| 2009  | جائزة زحل               | أفضل ممثل بدور ضيف ببرنامج تلفزيوني       | هيروز                          | رُشِّح     | [ 105 ] |
| 2009  | جائزة اختيار المراهقين  | اختيار ممثلة تلفاز: إثارة/مغامرات         | هيروز                          | رُشِّح     | [ 106 ] |
| 2009  | جائزة اختيار المراهقين  | اختيار ممثلة فيلم: كوميديا                | خلوة أزواج                     | رُشِّح     | [ 107 ] |
| 2010  | جائزة اختيار المراهقين  | اختيار ممثلة فيلم: كوميديا رومنسية        | عندما تكون في روما             | رُشِّح     | [ 108 ] |
| 2013  | تحالف صحفي سينما المرأة | أفضل ممثلة: رسوم متحركة                   | ملكة الثلج                     | فوز     | [ 109 ] |
| 2014  | جائزة اختيار المراهقين  | اختيار ممثلة فيلم: دراما                  | فيرونيكا مارس                  | رُشِّح     | [ 110 ] |
| 2016  | جائزة اختيار الناس      | أفضل ممثلة تلفزيونية على قنوات الكابل     | بيت الأكاذيب                   | فوز     | [ 111 ] |
| 2017  | جائزة اختيار الناس      | أفضل ممثلة كوميدية في فيلم سينمائي        | أمهات سيئات، الرئيسة           | رُشِّح     | [ 112 ] |
| 2017  | جائزة اختيار الناس      | أفضل ممثلة في مسلسل تلفزيوني جديد         | المكان الجيد                   | فوز     | [ 112 ] |

## وصلات خارجية
- كريستين بيل على موقع IMDb (الإنجليزية)
- كريستين بيل على موقع ميتاكريتيك (الإنجليزية)
- كريستين بيل على موقع روتن توميتوز (الإنجليزية)
- كريستين بيل على موقع ألو سيني (الفرنسية)
- كريستين بيل على موقع ميوزك برينز (الإنجليزية)
- كريستين بيل على موقع تيرنر كلاسيك موفيز (الإنجليزية)
- كريستين بيل على موقع أول موفي (الإنجليزية)
- كريستين بيل على موقع بوكس أوفيس موجو (الإنجليزية)
- كريستين بيل على موقع قاعدة بيانات برودواي على الإنترنت (الإنجليزية)
- كريستين بيل على موقع قاعدة بيانات الأفلام السويدية (السويدية)